# Mechraa Safa
Mechraa Safa là một đô thị thuộc tỉnh Tiaret, Algérie. Dân số thời điểm năm 2002 là 15.402 người.